# 제3회 들꽃영화상
제3회 들꽃영화상은 2016년 4월 7일에 열린 시상식이다.

## 수상 및 후보

### 대상
- 산다 - 박정범 수상

### 극영화 감독상
- 마돈나 - 신수원 수상
- 산다 - 박정범
- 조류인간 - 신연식
- 인 허 플레이스 - 알버트 신
- 꿈보다 해몽 - 이광국
- 한여름의 판타지아 - 장건재
- 지금은맞고그때는틀리다 - 홍상수

### 다큐멘터리 감독상
- 울보 권투부 - 이일하 수상
- 레드 툼 - 구자환
- 밀양 아리랑 - 박배일
- 위로공단 - 임흥순
- 마이 페어 웨딩 - 장희선

### 극영화 신인감독상
- 소셜포비아 - 홍석재 수상
- 돌연변이 - 권오광
- 그들이 죽었다 - 백재호
- 성실한 나라의 앨리스 - 안국진
- 생각보다 맑은 - 한지원

### 다큐멘터리 신인감독상
- 레드 툼 - 구자환 수상
- 불안한 외출 - 김철민
- 망원동 인공위성 - 김형주

### 남우주연상
- 지금은맞고그때는틀리다 - 정재영 수상
- 산다 - 박정범
- 한여름의 판타지아 - 이와세 료
- 소셜포비아 - 이주승
- 사랑이 이긴다 - 장현성

### 여우주연상
- 성실한 나라의 앨리스 - 이정현 수상
- 지금은맞고그때는틀리다 - 김민희
- 한여름의 판타지아 - 김새벽
- 꿈보다 해몽 - 신동미
- 인 허 플레이스 - 윤다경

### 시나리오상
- 조류인간 - 신연식 수상
- 산다 - 박정범
- 꿈보다 해몽 - 이광국
- 한여름의 판타지아 - 장건재
- 지금은맞고그때는틀리다 - 홍상수

### 촬영상
- 한여름의 판타지아 - 후지이 마사유키 수상
- 밀양 아리랑 - 박배일 외 1명
- 인 허 플레이스 - 문명환
- 위로공단 - 임흥순
- 필름시대사랑 - 조영직

### 신인배우상
- 마돈나 - 권소현 수상
- 소셜포비아 - 류준열
- 파스카 - 성호준
- 인 허 플레이스 - 안소요
- 들꽃 - 정하담

### 조연상
- 인 허 플레이스 - 길해연 수상
- 꿈보다 해몽 - 김강현
- 꿈보다 해몽 - 유준상
- 들꽃 - 이바울
- 들꽃 - 강봉성

### 공로상
- 이성규 수상

### 특별상
- 무서운 집

### 심사위원 특별상
- 마이 페어 웨딩 - 장희선 수상